# Ängelns lek
Ängelns lek (spansk titel: El juego del ángel), är en roman av Carlos Ruiz Zafón från 2008. Boken är en fristående uppföljare till Vindens skugga (spansk titel: La sombra del viento) från 2001.

## Handling
Boken utspelar sig i Barcelona under 1920-talet, där den unge författaren David Martín är på väg mot något stort men hans liv kantas av motgångar. Han får sparken från sitt arbete på en dagstidning och det bokkontrakt han skriver med två märkliga figurer som bara är ute efter pengar visar sig vara ett rent slavarbete som håller på att ta livet av honom. En dag kontaktas han av en mystisk man som påstår sig vara förläggare och som ger honom ett märkligt erbjudande han inte kan motstå; han ska skriva en bok vars innehåll saknar motstycke och i utbyte få en stor summa pengar. Snart är Martín fångad i en labyrint av gåtor, hemligheter och den ena mardrömmen värre än den andra.